# Basler Problem
Das Basler Problem ist ein mathematisches Problem, das für längere Zeit ungelöst war und mit dem sich anfangs vor allem Basler Mathematiker befassten. Es handelt sich um die Frage nach der Summe der reziproken Quadratzahlen, also nach dem Wert der Reihe
{\displaystyle \sum _{n=1}^{\infty }{\frac {1}{n^{2}}}={\frac {1}{1^{2}}}+{\frac {1}{2^{2}}}+{\frac {1}{3^{2}}}+{\frac {1}{4^{2}}}+\cdots } .
Es wurde 1735 durch Leonhard Euler gelöst, der den Reihenwert {\displaystyle {\tfrac {\pi ^{2}}{6}}=1{,}64493\,40668\,48226\,\ldots } fand. Man kann dies auch als Suche nach dem Wert {\displaystyle \zeta (2)} der Riemannschen ζ-Funktion an der Stelle 2 auffassen, die definitionsgemäß durch die angegebene unendliche Reihe dargestellt wird.
Das Basler Problem ist äquivalent zu
{\displaystyle \sum _{k=0}^{\infty }{\frac {1}{{(2k+1)}^{2}}}={\frac {{\pi }^{2}}{8}}}
wegen
{\displaystyle {\frac {3}{4}}\zeta (2)=\sum _{n=1}^{\infty }{\frac {1}{n^{2}}}-\sum _{m=1}^{\infty }{\frac {1}{{(2m)}^{2}}}=\sum _{k=0}^{\infty }{\frac {1}{{(2k+1)}^{2}}}.}

## Lösungsversuche

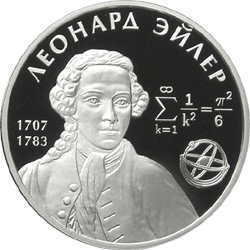
Silbermünze Russland 2007 mit Euler und der Lösung des Basler Problems

1644 fragte sich der Italiener Pietro Mengoli, ob diese Summe konvergiere, und wenn ja, gegen welchen Wert, konnte diese Frage aber nicht beantworten. Etwas später erfuhr der Basler Mathematiker Jakob I Bernoulli von diesem Problem, fand jedoch auch keine Lösung (1689). Daraufhin versuchten sich mehrere Mathematiker an der Fragestellung, hatten aber durchweg keinen Erfolg. Dann begann im Jahre 1726 Leonhard Euler, der ebenfalls ein in Basel geborener Mathematiker und zudem ein Schüler von Jakob Bernoullis Bruder Johann war, sich mit dem Problem zu befassen. 1735 fand er schließlich die Lösung und veröffentlichte sie in seinem Werk De Summis Serierum Reciprocarum. Diese überraschende Lösung des Problems, welche die Kreiszahl {\displaystyle \pi } enthält, trug wesentlich dazu bei, dass der Name Eulers in Mathematikerkreisen rasch bekannt wurde. Vor Euler hatten nämlich andere Mathematiker auf numerischem Wege lediglich herausgefunden, dass der Wert der Reihe, sofern existent, nahe der Zahl {\displaystyle {\tfrac {8}{5}}} liegen muss.
Der Beweis erschien zwar erst im Jahre 1740 in gedruckter Form, verbreitete sich aber schon bald nach seiner Entdeckung unter den führenden Mathematikern im damaligen Europa.
Euler hatte sich dem Problem seit 1728 gewidmet. Vor dem exakten Beweis war es ihm durch numerische Rechnungen gelungen, den Wert der Reihe bis auf 20 Dezimalstellen genau zu berechnen (1732), was ihn schon den genauen Wert vermuten ließ. Ein zweiter Beweis von Euler ist aus 1741.
Es gibt viele verschiedene Beweise für die Lösung des Basler Problems. Im Buch der Beweise werden neben einem (unten dargestellten) Beweis von William LeVeque (1956) Beweise von Jonathan Borwein und Peter Borwein dargestellt (aus einer Übungsaufgabe in ihrem Buch Pi and the AGM von 1987, er basiert auf einer „Quadrierung“ der Leibniz-Reihe), ein elementarer Beweis von Akiwa Moissejewitsch Jaglom und Isaak Moissejewitsch Jaglom (1954, Ausgangspunkt ist eine Identität für eine Summe von Quadraten der Kotangensfunktion und wird unten dargestellt), der mehrfach wiederentdeckt wurde und sich schon bei Augustin-Louis Cauchy 1821 findet (Cours d’Analyse, Note VIII), und ein Beweis von Frits Beukers, A. C. Kolk und Eugenio Calabi (1993), bei dem ein Doppelintegral durch geschickte Koordinatentransformation ausgewertet wird. Ein Beweis aus der komplexen Analysis nutzt den Residuenkalkül für die Auswertung eines Integrals über die Funktion {\displaystyle f(z)=\pi {\tfrac {\cot(\pi z)}{z^{2}}}}, die Pole genau an den ganzen Zahlen hat.
Euler behandelte 1755 auch allgemein Werte der Zetafunktion bei geradzahligen Stellen mit Hilfe der Partialbruchentwicklung der Kotangensfunktion.

## Lösungswege

### Eulers erste Lösung
Für seine ursprüngliche Lösung betrachtete Euler die Taylorreihe der Kardinalsinusfunktion, also
{\displaystyle \operatorname {si} (x)={\frac {\sin(x)}{x}}=1-{\frac {x^{2}}{3!}}+{\frac {x^{4}}{5!}}-{\frac {x^{6}}{7!}}+-\cdots }
und setzte sie mit der Produktdarstellung jener Funktion gleich:
{\displaystyle {\frac {\sin(x)}{x}}=\prod _{n=1}^{\infty }\left(1-{\frac {x^{2}}{\pi ^{2}n^{2}}}\right)=\left(1-{\frac {x^{2}}{\pi ^{2}}}\right)\left(1-{\frac {x^{2}}{4\pi ^{2}}}\right)\left(1-{\frac {x^{2}}{9\pi ^{2}}}\right)\cdots =1-{\frac {x^{2}}{3!}}+{\frac {x^{4}}{5!}}-{\frac {x^{6}}{7!}}+-\cdots }
Beim (hypothetischen) Ausmultiplizieren des unendlichen Produkts betrachtete er nur diejenigen Produkte, die {\displaystyle 1} und {\displaystyle x^{2}} enthalten. Da es keine weitere Möglichkeit gibt, dass ein Term ein quadratisches Glied enthalten kann, müssen die beiden quadratischen Terme auf den jeweiligen Seiten gleich sein, also
{\displaystyle -x^{2}\left({\frac {1}{\pi ^{2}}}+{\frac {1}{2^{2}\pi ^{2}}}+{\frac {1}{3^{2}\pi ^{2}}}+{\frac {1}{4^{2}\pi ^{2}}}+\cdots \right)=-{\frac {x^{2}}{3!}}=-{\frac {x^{2}}{6}}}.
Daraus folgerte Euler seine Lösung:
{\displaystyle 1+{\frac {1}{2^{2}}}+{\frac {1}{3^{2}}}+{\frac {1}{4^{2}}}+\cdots ={\frac {\pi ^{2}}{6}}}
Für eine strenge Begründung der Produktdarstellung ist allerdings der erst später bewiesene Weierstraßsche Produktsatz nötig.

### Geometrische Lösung
Diese Lösung benutzt den Satz des Thales, den Kreiswinkelsatz, den inversen Satz des Pythagoras und das Abstandsquadratgesetz.
| | |
| Abb. 1: Illustration zum Satz von Thales (blau), Kreiswinkelsatz (grün) und inversen Satz des Pythagoras (gelb und rot) | Abb. 2: Die Lichtmenge, die das Segelboot in Summe von den schwarzen Leuchttürmen empfängt, ist dieselbe, die es vom roten Leuchtturm erhält |

Der rote Kreisbogen in Abbildung 2 über dem Durchmesser vom Segelboot zum roten Leuchtturm hat die Länge 1, und der Umfang des roten Kreises ist 2, womit sein Durchmesser {\displaystyle 2/\pi } ist. Das Segelboot empfängt vom roten Leuchtturm eine Lichtmenge C, die nach dem Abstandsquadratgesetz umgekehrt proportional zum Abstandsquadrat ist oder, der Einfachheit halber, gleich dem Kehrwert des Abstandsquadrates ist, womit hier {\displaystyle C=\pi ^{2}/4} ist.
Im Folgenden leuchten alle betrachteten Leuchttürme so hell wie der rote, bezeichnet Intensität die vom Segelboot empfangene Lichtmenge und Bogenabstand die Länge des zwischen zwei Orten liegenden Kreisbogens. Der rote Leuchtturm hat in Abbildung 2 den Bogenabstand 1 zum Segelboot und die Intensität C. Die beiden gelben Leuchttürme liegen auf dem doppelt so großen gelben Kreis, sodass sie den Bogenabstand 2 zueinander und den Bogenabstand 1 zum Segelboot haben.
Die Intensität der beiden gelben Leuchttürme ist in Summe dieselbe wie die des roten Leuchtturms. Denn die gelben Leuchttürme erzeugen mit dem Segelboot nach dem Satz von Thales ein rechtwinkliges Dreieck und der rote Leuchtturm liegt am Fußpunkt der Höhe des Segelbootes über der Hypotenuse des Dreiecks, womit die Aussage aus dem inversen Satz des Pythagoras und dem Abstandsquadratgesetz folgt, siehe Abbildung 1.
Ebenso ist die Intensität der vier grünen Leuchttürme in Abbildung 2 in Summe dieselbe wie die der beiden gelben Leuchttürme, deren Intensität in Summe der des einen roten Leuchtturms entspricht. Die grünen Leuchttürme liegen nach dem Kreiswinkelsatz ebenfalls im Bogenabstand 2 zueinander und der nächstgelegene im Bogenabstand 1 zum Segelboot, siehe Abbildung 1. Dieses Verfahren kann durch Verdoppelung der Anzahl der Leuchttürme auf doppelt so großen Kreisen immer weiter fortgesetzt werden, wobei
- der Bogenabstand des Segelbootes zum nächstgelegenen Leuchtturm immer 1 ist,
- der Bogenabstand zwischen zwei benachbarten Leuchttürmen immer 2 ist,
- die Intensität aller Leuchttürme auf dem Kreis in Summe immer gleich derjenigen des roten Leuchtturms ist und
- die Leuchttürme, die einen bestimmten Bogenabstand vom Segelboot haben, Endpunkte von Durchmessern sind, die sich einer Senkrechten im Bild immer mehr nähern und an deren anderem Endpunkt ein Leuchtturm scheint, der immer weniger zur Intensität beiträgt.

Indem der Trägerkreis der Leuchttürme immer größer wird, nähert er sich immer mehr einer Geraden an, schwarz in Abbildung 2, auf der Leuchttürme (ebenfalls schwarz) immer im Abstand 2 an den Stellen {\displaystyle \pm 1,\pm 3,\pm 5,\dots } stehen, wenn das Segelboot im Ursprung schwimmt, und nur diese Leuchttürme tragen nennenswert zur Intensität bei. Daher ist die Intensität der schwarzen Leuchttürme in Summe gleich der des roten Leuchtturms {\displaystyle C={\tfrac {\pi ^{2}}{4}}}.
Wenn die schwarzen Leuchttürme links vom Segelboot ausgeschaltet werden, halbiert sich die Intensität zu {\displaystyle \textstyle {\frac {\pi ^{2}}{8}}} und entspricht der Summe
{\displaystyle h={\frac {1}{1^{2}}}+{\frac {1}{3^{2}}}+{\frac {1}{5^{2}}}+\dots ={\frac {\pi ^{2}}{8}}.}
Beim Basler Problem ist
{\displaystyle H={\frac {1}{1^{2}}}+{\frac {1}{2^{2}}}+{\frac {1}{3^{2}}}+\dots }
gesucht, was Leuchttürmen an den Stellen 1, 2, 3, … im Abstand 1 entspricht. Werden deren Abstände verdoppelt, viertelt sich nach dem Abstandsquadratgesetz die Intensität:
{\displaystyle {\frac {H}{4}}={\frac {1}{2^{2}}}+{\frac {1}{4^{2}}}+{\frac {1}{6^{2}}}+\dots }
Addition von h ergibt das Gesuchte:
{\displaystyle {\begin{aligned}{\frac {H}{4}}+h=&\ {\frac {1}{2^{2}}}+{\frac {1}{4^{2}}}+{\frac {1}{6^{2}}}+\dots +{\frac {1}{1^{2}}}+{\frac {1}{3^{2}}}+{\frac {1}{5^{2}}}+\dots \\=&\ {\frac {1}{1^{2}}}+{\frac {1}{2^{2}}}+{\frac {1}{3^{2}}}+{\frac {1}{4^{2}}}+{\frac {1}{5^{2}}}+{\frac {1}{6^{2}}}+\dots =H\\\iff H-{\frac {H}{4}}=&\ {\frac {3}{4}}H=h={\frac {\pi ^{2}}{8}},\end{aligned}}}
was äquivalent zu {\displaystyle \textstyle H={\frac {\pi ^{2}}{6}}} ist.
Bemerkung: Die geometrische Lösung ist für sich genommen kein Beweis der Konvergenz der Reihe, da hier nur eine konvergente Teilfolge (ausschließlich Zweierpotenzen bei der Zahl der Leuchttürme) betrachtet wird. Allerdings hatte ja schon Jakob Bernoulli die Konvergenz der Reihe bewiesen, sodass die Bestimmung des Grenzwerts einer konvergenten Teilfolge ausreicht.
Daher kann man auch mit {\displaystyle n} gleichmäßig verteilten Leuchttürmen bei einem Kreis mit Umfang {\displaystyle 2n} beginnen ({\displaystyle n>1}), sodass das Segelboot den Bogenabstand {\displaystyle 1} von den beiden nächsten Leuchttürmen entfernt ist. Durch Anwendung der obigen Verdoppelungstechnik erzeugt man dann eine weitere Teilfolge mit konstanter Leuchtstärke {\displaystyle C_{n}}. Da alle Teilfolgen in einer konvergenten Folge gegen denselben Wert konvergieren, muss zwangsweise {\displaystyle C_{n}=C} gelten.
Die durchgehende Konstanz der Intensität erlaubt schließlich durch Rückskalierung noch die Berechnung der Leuchtstärke von {\displaystyle n} derartig (mit entsprechend geringerem Bogenabstand) gleichverteilten Leuchttürmen im Einheitskreis: Sie beträgt {\displaystyle n^{2}/4}.

### Über ein Doppelintegral
Der Beweis über ein Doppelintegral erscheint als eine Übung in William J. LeVeques Lehrbuch zur Zahlentheorie von 1956.
Über die geometrische Reihe erhält man zuerst die Darstellung
{\displaystyle \zeta (2)=\int _{0}^{1}\int _{0}^{1}{\frac {\mathrm {d} x\mathrm {d} y}{1-xy}}.}
Mittels einer Variablensubstitution {\displaystyle u={\frac {y+x}{2}}} und {\displaystyle v={\frac {y-x}{2}}} gelangt man zu
{\displaystyle \zeta (2)=4\int _{0}^{\frac {1}{2}}\left(\int _{0}^{u}{\frac {\mathrm {d} v}{1-u^{2}+v^{2}}}\right)\mathrm {d} u+4\int _{\frac {1}{2}}^{1}\left(\int _{0}^{1-u}{\frac {\mathrm {d} v}{1-u^{2}+v^{2}}}\right)\mathrm {d} u,}
wobei sich die inneren Integrale mit Hilfe des Arkustangens auflösen lassen zu
{\displaystyle \zeta (2)=4\int _{0}^{\frac {1}{2}}{\frac {1}{\sqrt {1-u^{2}}}}\arctan \left({\frac {u}{\sqrt {1-u^{2}}}}\right)\mathrm {d} u+4\int _{\frac {1}{2}}^{1}{\frac {1}{\sqrt {1-u^{2}}}}\arctan \left({\frac {1-u}{\sqrt {1-u^{2}}}}\right)\mathrm {d} u.}
Mit {\displaystyle g(u)=\arctan \left({\frac {u}{\sqrt {1-u^{2}}}}\right)} und {\displaystyle h(u)=\arctan \left({\frac {1-u}{\sqrt {1-u^{2}}}}\right)} erhält man die Schreibweise
{\displaystyle \zeta (2)=4\int _{0}^{\frac {1}{2}}g'(u)g(u)\mathrm {d} u+4\int _{\frac {1}{2}}^{1}h'(u)h(u)\mathrm {d} u=2{\Big [}g(u)^{2}{\Big ]}_{0}^{\frac {1}{2}}+2{\Big [}h(u)^{2}{\Big ]}_{\frac {1}{2}}^{1}={\frac {\pi ^{2}}{6}}.}

### Über die Reihenentwicklung des Arkussinus
Der Beweis über die Reihenentwicklung des Arkussinus entspricht dem zweiten Beweis von Euler von 1741.
Es gilt folgende Formel:
{\displaystyle (2k+2)\int _{0}^{1}{\frac {x^{2k+1}}{\sqrt {1-x^{2}}}}\,\mathrm {d} x-(2k+3)\int _{0}^{1}{\frac {x^{2k+3}}{\sqrt {1-x^{2}}}}\,\mathrm {d} x}
{\displaystyle =\int _{0}^{1}{\biggl [}(2k+2){\frac {x^{2k+1}}{\sqrt {1-x^{2}}}}-(2k+3){\frac {x^{2k+3}}{\sqrt {1-x^{2}}}}{\biggr ]}\,\mathrm {d} x}
{\displaystyle =\int _{0}^{1}{\frac {\mathrm {d} }{\mathrm {d} x}}\left(x^{2k+2}{\sqrt {1-x^{2}}}\right)\,\mathrm {d} x=\left[x^{2k+2}{\sqrt {1-x^{2}}}\right]_{0}^{1}=0.}
Daraus folgt für alle {\displaystyle k\in \mathbb {N} _{0}}:
{\displaystyle \int _{0}^{1}{\frac {x^{2k+3}}{\sqrt {1-x^{2}}}}\mathrm {d} x={\frac {2k+2}{2k+3}}\int _{0}^{1}{\frac {x^{2k+1}}{\sqrt {1-x^{2}}}}\mathrm {d} x.}
Zusammen mit dem initialen Wert {\displaystyle \textstyle \int _{0}^{1}{\frac {x}{\sqrt {1-x^{2}}}}\mathrm {d} x=1} kann durch Induktion für alle {\displaystyle k\in \mathbb {N} _{0}}
{\displaystyle \int _{0}^{1}{\frac {x^{2k+1}}{\sqrt {1-x^{2}}}}\mathrm {d} x={\frac {4^{k}(k!)^{2}}{(2k)!(2k+1)}}}
gezeigt werden. Außerdem gilt mittels Taylor-Entwicklung:
{\displaystyle \sum _{k=0}^{\infty }{\frac {(2k)!}{4^{k}(k!)^{2}(2k+1)}}x^{2k+1}=\arcsin(x)}
Durch Synthese der beiden zuletzt genannten Formeln folgt:
{\displaystyle \sum _{n=1}^{\infty }{\frac {1}{n^{2}}}={\frac {4}{3}}\sum _{k=0}^{\infty }{\frac {1}{(2k+1)^{2}}}}
{\displaystyle ={\frac {4}{3}}\sum _{k=0}^{\infty }{\frac {(2k)!}{4^{k}(k!)^{2}(2k+1)}}\,{\frac {4^{k}(k!)^{2}}{(2k)!(2k+1)}}}
{\displaystyle ={\frac {4}{3}}\sum _{k=0}^{\infty }{\frac {(2k)!}{4^{k}(k!)^{2}(2k+1)}}\int _{0}^{1}{\frac {x^{2k+1}}{\sqrt {1-x^{2}}}}\mathrm {d} x}
{\displaystyle ={\frac {4}{3}}\int _{0}^{1}\sum _{k=0}^{\infty }{\frac {(2k)!}{4^{k}(k!)^{2}(2k+1)}}\,{\frac {x^{2k+1}}{\sqrt {1-x^{2}}}}\mathrm {d} x}
{\displaystyle ={\frac {4}{3}}\int _{0}^{1}{\frac {\arcsin(x)}{\sqrt {1-x^{2}}}}\mathrm {d} x}
{\displaystyle ={\frac {4}{3}}{\biggl [}{\frac {1}{2}}\arcsin(x)^{2}{\biggr ]}_{x=0}^{x=1}}
{\displaystyle ={\frac {\pi ^{2}}{6}}}

### Über eine Kotangenssumme
Dieser Beweis findet sich schon bei Cauchy und wurde mehrfach neu entdeckt (darunter durch die Gebrüder Jaglom). Ausgangspunkt ist die Kotangenssumme:
{\displaystyle \sum _{n=1}^{m}\cot \left({\frac {\pi n}{2m+1}}\right)^{2}={\frac {m(2m-1)}{3}}}
Dies kann auf folgende Weise erklärt werden:
{\displaystyle \tan[(2m+1)\varphi ]=\left[\sum _{k=0}^{m}{\binom {2m+1}{2k+1}}(-1)^{k}\cot(\varphi )^{2m-2k}\right]\left[\sum _{k=0}^{m}{\binom {2m+1}{2k}}(-1)^{k}\cot(\varphi )^{2m+1-2k}\right]^{-1}}
Diese Gleichung resultiert aus dem Additionstheorem der Tangensfunktion.
Deswegen hat die Gleichung
{\displaystyle \sum _{k=0}^{m}{\binom {2m+1}{2k+1}}(-1)^{k}x^{m-k}=0}
folgende Lösungen:
{\displaystyle x_{n}=\cot \left({\frac {\pi n}{2m+1}}\right)^{2},\qquad n=1,2,\dots ,m}
Da die obige Gleichung vom Grad {\displaystyle m} ist und die Werte {\displaystyle x_{n}} paarweise verschieden sind, bilden sie die vollständige Lösungsmenge. Der Satz von Vieta besagt, dass man die negative Summe aller Lösungen der gesamten Lösungsmenge dadurch erhält, dass man den Koeffizienten des rangmäßig zweithöchsten Gliedes durch den Koeffizienten des rangmäßig höchsten Gliedes teilt. Das rangmäßig höchste Glied nimmt den Wert 1 aus {\displaystyle 2m+1} an. Das rangmäßig zweithöchste Glied nimmt das Negative des Wertes 3 aus {\displaystyle 2m+1} an. Somit gilt folgende Formel:
{\displaystyle \sum _{n=1}^{m}\cot \left({\frac {\pi n}{2m+1}}\right)^{2}={\binom {2m+1}{3}}{\binom {2m+1}{1}}^{-1}={\frac {m(2m-1)}{3}}}
Diese kann auch elementar unter Verwendung der Eulerschen Identität gezeigt werden.
Deswegen gilt Folgendes:
{\displaystyle \sum _{n=1}^{\infty }{\frac {1}{n^{2}}}=\sum _{n=1}^{\infty }\lim _{m\rightarrow \infty }{\frac {\pi ^{2}}{(2m+1)^{2}}}\cot \left({\frac {\pi n}{2m+1}}\right)^{2}}
{\displaystyle =\lim _{m\rightarrow \infty }\sum _{n=1}^{m}{\frac {\pi ^{2}}{(2m+1)^{2}}}\cot \left({\frac {\pi n}{2m+1}}\right)^{2}}
{\displaystyle =\lim _{m\rightarrow \infty }{\frac {\pi ^{2}}{(2m+1)^{2}}}\sum _{n=1}^{m}\cot \left({\frac {\pi n}{2m+1}}\right)^{2}}
{\displaystyle =\lim _{m\rightarrow \infty }{\frac {\pi ^{2}}{(2m+1)^{2}}}\,{\frac {m(2m-1)}{3}}={\frac {\pi ^{2}}{6}}}

### Beweis über Fourier-Reihen
Der Satz von Parseval angewandt auf die Identische Abbildung {\displaystyle x\mapsto x} ergibt
{\displaystyle \sum _{n=-\infty }^{\infty }|c_{n}|^{2}={\frac {1}{2\pi }}\int _{-\pi }^{\pi }x^{2}\,\mathrm {d} x}
mit
{\displaystyle c_{n}={\frac {1}{2\pi }}\int _{-\pi }^{\pi }xe^{-inx}\,\mathrm {d} x={\frac {n\pi \cos(n\pi )-\sin(n\pi )}{\pi n^{2}}}i={\frac {\cos(n\pi )}{n}}i={\frac {(-1)^{n}}{n}}i}
für {\displaystyle n\neq 0} und {\displaystyle c_{0}=0}, sodass zusammenfassend gilt:
{\displaystyle |c_{n}|^{2}={\begin{cases}{\dfrac {1}{n^{2}}},&{\text{falls}}\,\,n\neq 0,\\0,&{\text{falls}}\,\,n=0,\end{cases}}}
und
{\displaystyle \sum _{n=-\infty }^{\infty }|c_{n}|^{2}=2\sum _{n=1}^{\infty }{\frac {1}{n^{2}}}={\frac {1}{2\pi }}\int _{-\pi }^{\pi }x^{2}\,\mathrm {d} x.}
Damit ergibt sich die Lösung des Basler Problems:
{\displaystyle \sum _{n=1}^{\infty }{\frac {1}{n^{2}}}={\frac {1}{4\pi }}\int _{-\pi }^{\pi }x^{2}\,\mathrm {d} x={\frac {\pi ^{2}}{6}}.}
Ein weiterer Beweis ergibt sich aus der Berechnung der Fourierreihe für {\displaystyle f(x)=x(1-x)} auf {\displaystyle [0,1]}:
{\displaystyle x(1-x)={\frac {1}{6}}-\sum _{n=1}^{\infty }{\frac {\cos(2\pi nx)}{{\pi }^{2}n^{2}}}}
Die Lösung des Basler Problems ergibt sich, wenn man {\displaystyle x=0} setzt.
Ein weiterer Beweis über Fourierreihen der Form {\displaystyle \textstyle \sum _{n\not =0}{\frac {\cos(nx)}{n^{2}}}} findet sich in einem Buch von Fridtjof Toenniessen.

## Verallgemeinerungen
Auch verallgemeinerte Euler das Problem. Er untersuchte dafür die später riemannsche ζ-Funktion genannte Funktion
{\displaystyle \zeta (s)=\sum _{n=1}^{\infty }{\frac {1}{n^{s}}}={\frac {1}{1^{s}}}+{\frac {1}{2^{s}}}+{\frac {1}{3^{s}}}+{\frac {1}{4^{s}}}+\cdots }
und fand einen allgemeinen geschlossenen Ausdruck für alle geradzahligen natürlichen Argumente {\displaystyle s=2k}, nämlich
{\displaystyle \zeta (2k)=(-1)^{k-1}{\frac {(2\pi )^{2k}}{2(2k)!}}B_{2k}},
wobei {\displaystyle B_{2k}} die {\displaystyle 2k}-te Bernoulli-Zahl bezeichnet.
Zur Ermittlung der Zeta-Funktionswerte von geraden Zahlen dient auch folgende Formel:
{\displaystyle \zeta (2k+2)={\frac {2}{2k+3}}\sum _{n=1}^{k}\zeta (2n)\zeta (2k+2-2n)}
Dabei ist {\displaystyle k\in \mathbb {N} }. Eine allgemeine Formel für ungeradzahlige natürliche Argumente {\displaystyle s} (siehe z. B. Apéry-Konstante) ist bisher unbekannt. Die Erweiterung auf reziproke Kuben hatte schon Euler versucht.

## Verbesserung der Konvergenz
In seinem Werk Theorie und Anwendung der unendlichen Reihen verweist Konrad Knopp in Hinblick auf die Frage der Konvergenz der eulerschen Reihe auf die Möglichkeit einer deutlichen Verbesserung, die von ihm und Issai Schur im Jahre 1918 gefunden wurde. Es handelt sich um die Gleichung
{\displaystyle \sum _{k=1}^{\infty }{\frac {1}{k^{2}}}=3\cdot \sum _{n=1}^{\infty }{\frac {{(n-1)!}^{2}}{(2n)!}}} ,
die sich nicht zuletzt durch die Reihenentwicklung der Funktion {\displaystyle \arcsin(x)^{2}} und deren Auswertung für {\displaystyle x={\frac {1}{2}}} ergibt.